# Двоуснени сугласник
У фонетици, двоуснени или билабијални сугласник је сугласник артикулиран (изговорен) са обе усне. Двоуснени сугласници у српском језику су: б, п и м.
Билабијални сугласници наведени у међународној фонетској абецеди (ИПА) су:
| ИПА | Опис                           | Пример   | Пример           | Пример | Пример       |
| ИПА | Опис                           | језик    | правопис         | ИПА    | значење      |
| --- | ------------------------------ | -------- | ---------------- | ------ | ------------ |
|     | билабијални назал              | енглески | man              | []     | човек        |
|     | безвучни билабијални плозив    | енглески | spin             | []     | котрљање     |
|     | звучни билабијални плозив      | енглески | bed              | []     | кревет       |
|     | безвучни билабијални фрикативи | јапански | 富士山 (fujisan) | []     | Планина Фуџи |
|     | звучни билабијални фрикативи   | евешки   | ɛʋɛ              | []     | Еве          |
|     | билабијални апроксимант        | шпански  | lobo             | []     | вук          |
|     | билабијални вибрант            |          |                  |        |              |
|     | билабијални клокник            |          |                  |        |              |

Оверијски игбошки језик у Нигерији има шест различитих билабијална плозива: . Око 0,7% светских језика немају билабијалне сугласнике. Мећу њима су: тлингитски, чипевјански, онеидашки и вичитански језик.